# 沖繩鞭尾鯙
沖繩鞭尾鯙為輻鰭魚綱鰻鱺目鯙亞目鯙科的其中一種，分布於印度太平洋區，從模里西斯至夏威夷群島海域，體長可達90.5公分，為底棲性魚類，屬肉食性，生活習性不明。